# E234
La ruta europea E234 és una carretera que forma part de la Xarxa de carreteres europees. Comença a Cuxhaven (Alemanya) i finalitza a Walsrode (Alemanya). Té una longitud de 167 km. Té una orientació de nord a sud.